# Moses Mendelssohn
Moses Mendelssohn, nemški razsvetljenski filozof, * 6. september 1729, Dessau, kneževina Anhalt, † 4. januar 1785, Berlin.
Mendelssohn je bil nemški judovski filozof, predstavnik skupine Haskalah, skupine judovskih razsvetljencev osemnajstega in devetnajstega stoletja.
Rojen je bil 1729 v revno judovsko družino v bližini Dessaua, v provinci Anhalt. Poklic rabina mu je bil usojen, za kar se je tudi izobrazil v Nemčiji. Zaradi njegove filozofije in zapisov, ga štejemo za enega najbolj pomembnih na področju krščanske in judovske filozofije, v njegovem času, na področju nemško govoreče Evrope. Uveljavil pa se je tudi kot predstavnik Berlinske tekstilne industrije, ki je bila tudi razlog za premoženje v njegovi družini.
Moses Mendelssohn je v sebi združeval tako močne poteze razsvetljenstva, da ga je Kant po njegovi smrti častil kot spomenik ostroumnosti, ki nikoli ne izgubi svoje vrednosti.
Najbolj znani potomci Mosesa Mendelssohna so skladatelja Fanny in Felix Mendelssohn ter njegov sin Joseph, ki je znan kot ustanovitelj bančniškega podjetja Mendelssohn & Co.

## Življenje

### Mladost
Mosesova mama je bila Rachel Sara Wahl (1685-1756). Njegov oče pa je bil Mandel Heymann (1683-1766), zanj pa je izbral priimek Mendelssohn ("Mendlov sin"). Mendel je bil osiromašen pisar - pisatelj iz Torah - in njegov sin Moses je imel že v svojem otroštvu težave z ukrivljeno hrbtenico. Za njegovo vzgojo je skrbel njegov oče in lokalni rabin David Fränkel, ki mu predstavi filozofijo Maimonidesa. Fränkel je leta 1743 dobil klic iz Berlin, kamor se je odselil. Nekaj mesecev kasneje mu je v Berlin sledil še Moses. V Berlinu se je učil tudi nemščine, latinščine, francoščine in angleščine.
Tam se je učil matematike, mladi judovski zdravnik pa ga je učil latinščino. Vendar pa je bil kljub temu predvsem samouk. Naučil se je pisati in filozofirati hkrati (po besedah zgodovinarja Graetza). S svojim skromnim zaslužkom je kupil latinsko kopijo knjige Johna Locke-ja »O človekovem razumevanju« in jo prebral s pomočjo latinskega slovarja. Nato se je seznanil z Aaronom Solomonom Gumperzom, ki ga je učil osnove francoskega in angleškega jezika. Leta 1750 ga je bogat trgovec s svilo, Isaac Bernhard, imenoval za učenje svojih otrok. Mendelssohn je kmalu dobil zaupanje Bernharda, ki je mladega študenta zaposlil kot svojega knjigovodja in poslovnega partnerja.

### Začetna doba kot filozof in kritik
Mendelssohn je postal vodilna osebnost pomembnih literarnih skupin Friedricha Nicolaja, Bibliothek in Literaturbriefe, in tvegal s kritiziranjem pesmi kralja Prusije, kar je omilila Friedrichova dobra narava. Leta 1762 se je poročil z Fromet Guggenheim, ki ga je preživela, oziroma je živela šestindvajset let več kot on. V njunem zakonu se jima je rodilo deset otrok, a le šest od njih je dočakalo odraslost. V letu po njegovi poroki je Mendelssohn dobil nagrado Berlinske akademije za esej »O dokazih v metafizičnih znanostih«. Med konkurenti za osvojitev nagrade sta bila tudi Thomas Abbt in Immanuel Kant (ki je bil drugi). Oktobra 1763 je kralj odobril Mendelssohnu , privilegij zaščitenega Juda (Schutzjude), s čimer mu je zagotovil pravico do nemotenega bivanja v Berlinu. To pa je zagotovil le njemu, ne pa tudi njegovi ženi in otrokom.

### Kasnejše ustvarjanje
Mendelssohn je zaradi svoje korespondence z Abbtom začel pisati o nesmrtnosti duše. Materialistični pogledi so bili popularni in modni, vera v nesmrtnost pa je bila na nizki ravni. Na tej ugodni točki se je pojavil »Phaedo, O nesmrtnosti duš« (1767). Phaedo je bila takojšen uspeh in poleg tega, da je ena od najbolj razširjenih branih knjig svojega časa v nemščini je bila hitro prevedeno v več evropskih jezikov, vključno z angleščino. Avtor je bil klican kot "nemški Platon" ali "nemški Socrates"; kraljevi in drugi aristokratski prijatelji so mu namenili pozornost.
Do takrat je Mendelssohn svoje talente posvetil filozofiji in kritiki. Šele takrat pa se je usmeril v problematiko judovstva. Aprila 1763 je Johann Kaspar Lavater, mlad študent teologije iz Züricha, odšel v Berlin, kjer je obiskal že znane judovske filozofe in nekatere njihove somišljenike. Želeli so, da jim Mendelssohnu predstavi svoj pogled na Jezusa. Od njega so uspeli pridobiti tudi izjavo, da bo "spoštoval moralo Jezusovega značaja" pod pogojem, da se je zgodovinski Jezus držal samega sebe ter svoje teologije strogo znotraj okvirov ortodoksnega judovstva. Šest let pozneje, oktobra leta 1769, je Lavater poslal Mendelssohnu svoj nemški prevod eseja Charlesa Bonneta »O krščanskih dokazih«, z namenom javno izpodbiti Mendelssohna. 
Lavater je kasneje opisal Mendelssohna v svoji knjigi o fiziognomiji, "Fiziognomische Fragmente zur Beförderung der Menschenkenntnis und Menschenliebe" (1775-1778), kot »spremljevalna, briljantna duša, s prebadajočimi očmi, telesom Ezopa s čudovitim okusom in široko odkritostjo« Svojo javno hvalo zaključil z željo, da se Mendelssohna prepozna kot enakovrednega Platonu in Mojzesu ... s križano slavo Kristusa. Ko so leta 1775 švicarsko-nemški Judje, ki so se soočili z grožnjo izgona, obrnili na Mendelssohna in ga prosili, naj v njihovem imenu poprosi "svojega prijatelja" Lavatra za pomoč.Po prejemu Mendelssohnovega pisma je Lavater nemudoma in učinkovito zagotovil njihovo nadaljnjo bivanje.

### Bolezen
Marca 1771 se je Mendelssohnovo zdravje tako poslabšalo, da se je Marcus Elieser Bloch, njegov zdravnik, odločil, da se mora njegov pacient vsaj začasno odpovedati filozofiji. Njegovo stanje se je tako poslabšalo, da se je neke noči po kratkem nemirnem spanju prebudil popolnoma negiben in z občutkom kot da bi ga nekdo z vročimi palicami, oziroma iglami, zbadal v vrat. Srce mu je silno razbijalo, mučil pa ga je občutek silne tesnobe in zaskrbljenosti. Pri vseh teh občutjih pa je bil pri polni zavesti. Takrat se mu je trenutno stanje izboljšalo, a so se mu napadi še večkrat ponovili. Vzrok njegove bolezni je bil pripisan duševnemu stresu zaradi njegovega teološkega spora z Lavaterjem. Vendar se je ta vrsta napadov v milejši obliki domnevno zgodila že mnogo let prej. Bloch je diagnosticiral razlog bolezni zaradi "zastojev krvi v možganih" (nesmiselna diagnoza v sodobni medicinski praksi, ker je taka prezasedenost anatomsko nemogoča), po določeni polemiki pa je to diagnozo sprejel tudi znani sodni zdravnik iz Hannovra Johann Georg Ritter von Zimmermann, občudovalec Mendelssohna. V ospredju je bila njegova bolezen diagnosticirana kot problem srčnega ritma in/ali blage oblike dedne bolezni živčevja, katera onemogoča nemoten razvoj simpatičnega in parasimpatičnega živčevja. Pogosto pa se izraža v obliki ukrivljenosti hrbtenice in epilepsije ter podobnih simptomov v času stresa.
Mendelssohn je bil zdravljen s kitajskim lubjem, pijavkami, ki so mu jih dajali na ušesa, klistirjem, kopeljo stopal, limonado ter predvsem z vegetarijansko hrano. Posebno pa mu je bilo naročeno: "Nobenega duševnega stresa".

### Smrt
Mendelssohn je umrl 4. januarja 1786. Glede na takratne domneve naj bil umorjen. Pokopan je na judovskem grobišču v Berlinu. Na njegovem nagrobnem kamnu pa je zapis v hebrejščini s podatki o njegovem rojstvu in smrti. Čeprav je bilo pokopališče v času nacizma večinoma uničeno, se je po združitvi Nemčije v obdobju 2007-2008 ponovno vzpostavilo spomenik njegovi preteklosti, vključno z rekonstrukcijo nagrobnega kamna Mendelssohna.

## Njegovo delo
Ko se je Moses Mendelssohn začel spopadati z boleznijo se je odločil, da bo v preostanku svojega življenja poskušal narediti čim več za svoje otroke in narod, kateremu je želel čim bolj približati judovstvo. Velik korak k uresničitvi njegovih ideja pa je predstavljal tudi ponoven prevod Svetega pisma. Mendelssohn je uspel prevesti le del tega. V želji, da bi Judje izboljšali svoje znanje nemščine je bil prevod pisan v knjižni nemščini (Hochdeutsch). Moses Mendelssohn pa velja tudi za ključnega pri ustanovitvi prve moderne judovske šole, v kateri so poučevali o obeh religijah in posvetne predmete. Ustanovil jo je namreč eden od njegovih najbolj zagnanih učencev, David Friedländer. Leta 1781 je prepričal Christiana Wilhelma von Dohm v izdajo dela v katerem je predstavil judovske pravice in prepričanja, kar je bistveno spremenilo pogled ljudi na Jude. V nemščino je Mendelssohn prevedel delo Vindiciae Judaeorum judovskega pisatelja in rabina Manassehna Bena Israela. Mosesovo najbolj slavno in uspešno delo pa je Jerusalem (1783). 
Moses je zapisal: ˝Bratje, če želimo spoštovanje, ne smemo hliniti strinjanja, da je raznolikost ljudi načrt in namen božje previdnosti. Nihče od nas namreč ne razmišlja in čuti enako kot njegov bližnji, torej zakaj goljufamo drug drugega z iluzornimi besedami?˝

## Počastitev
V Dessau so leta 1890 postavili velik bronast spomenik (doprsni kip) in s tem počastili velikega filozofa. Kip je bil izdelan po predlogi kiparja Heinza Hoffmeisterja in arhitekta Heinricha Stöckhardta. 1933-ega leta so Nacisti spomenik odpravili. Ponovno je bil postavljen spomenik, po predlogi kiparja Gerharda Geyerja, leta 1979. Od leta 1994 podeljuje Moses-Mendelssohn-Zentrum medalje evro-judskim študijam s področja filozofije, zgodovine, vere, literature, politike in družbenih ved.

## Dela
V nemščini:
- Briefe über die Empfindungen (1755)
- Philosophische Gespräche (1755)
- Philosophische Schriften 1., 2. (1761)
- Gedanken von dem Wesen der Ode (1764)
- Phädon oder Über die Unsterblichkeit der Seele (1767)
- Schreiben an den Herrn Diaconus Lavater zu Zürich (1769)
- Von der Lyrischen Poesie (1778)
- Jerusalem oder über religiöse Macht und Judenthum (1783)
- Ueber die Frage: was heißt aufklären? (1784)
- Morgenstunden oder Vorlesungen über das Dasein Gottes (1785)
- Kleine philosophische Schriften. Sammlung von Zeitschriften-Aufsätzen mit einem Vorwort von Johann Georg Müchler und einer Skizze seines Lebens und Charakters von D. Jenisch Berlin (1789)
- Sämtliche Werke. 12 Bände (1819–1825)
- An die Freunde Lessings, ein Anhang zu Herrn Jacobis Briefwechsel über die Lehre des Spinoza (1786)
- Gesammelte Schriften (izd. G. B. Mendelssohn) zv. 1-7 (1843-45)

V angleščini:
- Morning hours: lectures on God's existence (1786)

## Citati
- ˝Analiza pojmov je za razumevanje nič več, kot je povečevalno steklo za vid.˝
- ˝Bog je razumljiv, zato je tudi pravzaprav Bog.˝
- ˝Razkrita vera je ena stvar, razkrita zakonodaja, druga.˝
- ˝Država ima fizično moč in jo po potrebi uporablja; Moč religije je ljubezen in korist.˝